# Kandidus Pontz von Engelshofen
Kandidus Pontz Reichsritter von Engelshofen (auch Candid(us) Ponz von Engelshofen; * 22. Februar 1803 in Wien; † 8. August 1866 in Stockern) war ein Pionier der österreichischen Urgeschichtsforschung und ein Heimatforscher.

## Leben und Schaffen
Candid von Engelshofen entstammte dem 1697 mit dem Prädikat „von Engelshofen“ in den Ritterstand gesetzten Geschlecht. Er trat 1818 in die Theresianische Militärakademie ein und wurde 1825 als Fähnrich ausgemustert. Er quittierte nach dem Tod seines Vaters den Dienst unter Beibehalt des Offizierscharakters (zuletzt Rittmeister) 1837 und übernahm gemeinsam mit seinem Bruder das Gut Stockern. Ab diesem Zeitpunkt begann die intensive Sammel- und Forschertätigkeit, die bis zu seinem Tod andauerte. Engelshofen dokumentierte alle seine Tätigkeiten für die Archäologie ausführlich in Tagebüchern. Der erste vermerkte Fund, ein römisches Grab aus Wiener Neustadt, stammt bereits aus dem Jahre 1826. Auch während seiner Dienstzeit in Mähren war er einschlägig tätig. Die Sammeltätigkeit ab 1837 und die gleichzeitige Kontaktnahme mit der Universität Wien (Eduard Sueß) werden heute als Beginn der „Waldviertler Urgeschichtsforschung“ verstanden. Engelshofen gilt als der „Nestor der bodenständigen Sammler und Forscher“. Er war der Lehrer von Johann Krahuletz, dessen Forschungsergebnisse das Krahuletz-Museum in Eggenburg verwahrt.
Die Sammlung Engelshofen war im Schloss Stockern in der Art eines Museums aufgestellt. Sie gelangte nach Engelshofens Tod in den Besitz von Ernst Karl von Hoyos-Sprinzenstein und wurde in der Rosenburg untergebracht. Seit 2012 ist sie jedoch nicht mehr öffentlich zugänglich. Durch Anton Hrodegh und dessen Schülerin Angela Stifft-Gottlieb erfolgte eine Inventarisierung und museale Aufstellung. Die Sammlung enthält Objekte von 357 Fundplätzen, hauptsächlich aus dem nördlichen Niederösterreich (Waldviertel, Weinviertel). Ein kleiner, aber auserlesener Teil der Urgeschichtssammlung wurde der Prähistorischen Abteilung des Naturhistorischen Museums in Wien geschenkweise überlassen. Neben der prähistorischen Sammlung ist auch eine bedeutende geologisch-paläontologische und eine sehr umfangreiche Waffensammlung (Mittelalter und Neuzeit) vorhanden. Die paläontologische Sammlung wurde 2013 dem Krahuletz-Museum Eggenburg leihweise überlassen. Seit Oktober 2014 wird ein Teil davon in der ständigen Ausstellung des Museums präsentiert. 
Die Bedeutung Engelshofens besteht vor allem darin, dass er ein Wegbereiter war und dass er seine Aufsammlungen auch für heutige fachliche Standards brauchbar dokumentierte. Candid von Engelshofen hat zwar selbst nicht publiziert, sein schriftlicher Nachlass stellt aber eine unerschöpfliche Quelle für die lokale Urgeschichtsforschung dar.